# Yvan Verougstraete
Yvan Jacques Louis Christiane Verougstraete (Elsene, 6 oktober 1975) is een Belgisch politicus voor het centristische Les Engagés en tot 2021 ondernemer in de detailhandel. Hij was oprichter en CEO van Medi-Market, een keten van apotheken en drogisterijen in België en Luxemburg.

## Levensloop

### Opleiding
Yvan Verougstraete volgde middelbaar onderwijs aan het Sint-Michielscollege (Brussel) en behaalde in 1997 een licentie aan de rechtenfaculteit van de Université catholique de Louvain. Een jaar later behaalde hij een Master in Business Administration aan de Vlerick Business School.

### Ondernemer
Verougstraete begon zijn professionele carrière bij het consultancybureau McKinsey, waar hij van 1999 tot 2002 Engagement Manager was. Daarna ging hij naar supermarktketen Delitraiteur, waar hij van 2002 tot 2004 operationele directeur werd. In 2004 startte hij dan zijn eigen bedrijf, Divine Cuisine, dat bereide maaltijden leverde aan supermarkten en waarvan hij tot 2010 gedelegeerd bestuurder was. Na de lancering van Divine Cuisine was hij van 2010 tot 2011 gedelegeerd bestuurder bij Tasty Food, dat vervolgens fuseerde met het vleesbedrijf Viangro Group, waar hij in 2012 werkzaam was als secretaris-generaal.
In januari 2014 richtte Verougstraete met de steun van een groep investeerders Medi-Market op, een keten van apotheken en parafarmaceutische winkels. Verougstraete bleef tot mei 2021 CEO van het bedrijf, maar bleef daarna wel aan als bestuurder. Medi-Market opende onder zijn leiding 55 verkooppunten, 24 apotheken en zeven Institut by Medi-Markets in België, Frankrijk, Luxemburg en Italië. In 2019 werd hij door Trends-Tendance magazine uitgeroepen tot Manager van het Jaar.
In 2023 lanceerde hij, met de hulp van Julie Vandenbrande, Prego!, een traiteurdienst voor de Italiaanse keuken, vooral verse pasta. De eerste winkel opende in april 2023 in Sint-Pieters-Woluwe.

### Politiek
In oktober 1994, op 18-jarige leeftijd, werd Verougstraete voor de toenmalige christendemocratische partij PSC verkozen tot gemeenteraadslid van Sint-Pieters-Woluwe. Hij werd zo het jongste gemeenteraadslid van het land en bleef dit tot in 1999.
In 2021 keerde Verougstraete terug naar de politiek voor de opvolger van zijn oude partij, nu de centristische Les Engagés. In juni 2022 werd hij vicevoorzitter van de partij. Bij de Europese verkiezingen van juni 2024 werd hij lijsttrekker en werd met ruim 63.000 stemmen verkozen in het Europees Parlement. Hij werd ondervoorzitter van de commissie industrie, onderzoek en energie. Hij kwam ook op bij de gemeenteraadverkiezingen van oktober 2024, raakte verkozen en zetelt sinds december dat jaar terug als gemeenteraadslid van Sint-Pieters-Woluwe.
In februari 2025 werd Verougstraete waarnemend partijvoorzitter van Les Engagés, nadat Maxime Prévot als minister van Buitenlandse Zaken toetrad tot de federale regering-De Wever. Op 13 april 2025 won hij als enige kandidaat met 89,3 procent van de stemmen de voorzittersverkiezingen en werd hij formeel partijvoorzitter.